# Catalisador de Wilkinson
Catalisador de Wilkinson é o complexo de coordenação clorotris(trifenilfosfino)ródio(I), de fórmula RhCI(PPh3)3 (em que 'Ph' representa o grupo fenil). Apresenta-se como um sólido vermelho e é solúvel em hidrocarbonetos, como benzeno, bem como em solventes clorados, como o diclorometano. O composto é largamente usado como um catalisador em hidrogenação de alquenos, e seu nome vem do químico e Laureado Sir Geoffrey Wilkinson, responsável por popularizar o uso dessa substância.
Numa análise histórica, o catalisador de Wilkinson foi um paradigma nos estudos catalíticos, responsável por levar a diversos avanços nessa área, por exemplo, com a implementação de alguns dos primeiros estudos de ressonância magnética heteronuclear para elucidação de estruturas químicas em soluções contendo o isótopo fósforo-31.
Além disso, estudos catalíticos e organometálicos envolvendo o catalisador de Wilkinson tiveram um importante papel no subsequente desenvolvimento dos catalisadores catiônicos de transferência de hidrogenação assimétrica baseados em Ródio e Rutênio, que compuseram as bases para a catálise assimétrica moderna.